# Орловият кръг
Българско индианско общество „Орловият кръг“, съкратено БИООК, е независима неправителствена организация с идеална цел, учредена в София през 1990 г.
Основна задача на организацията е развитието и упражняването на научноизследователска и културно-просветна дейност в областта на индианистиката и по-специално изучаването на индианците, живеещи на територията на днешните САЩ и Канада.

## Културна дейност
Членове на БИООК активно участват в издаването на книги с индианска тематика на български език. Сред издадените заглавия са:
- „Един велик шаман говори“, Джон Г. Нейхард, изд. Астрала, 1995 г.
- „Грешката на Самотния бизон“, Джеймс У. Шулц, изд. Астрала, 1996 г.
- „Магическа шатра: сказания от шатрите на чернокраките“, Джордж Бърд Гринел, изд. Шамбала, 1997 г.
- „Америка и Европа – интеграция и диференциация на културите“, т. I, изд. ПАН-ВТ, 1997 г.
- „Куцият елен – търсач на видения“, Джон Файър Куцият елен и Рихард Ердош, изд. Шамбала, 1999 г.
- „Подиграващият враните – шаманска мъдрост и сила“, Томас Майлс, изд. Шамбала, 2000 г.
- „Америка и Европа – интеграция и диференциация на културите“, т. II, изд. Фабер, 2000 г.
- „Гласът на орела“, алманах бр. 1, изд. Шамбала, 2001 г.
- „Ти и Земята сте едно“, сборник, изд. Изток-Запад, 2003 г.
- „Седемте видения на шамана Бизоновата шатра“, Фред Гуон, изд. Изток-Запад, 2004 г.
- „Митове и легенди на северноамериканските индианци“, Рихард Ердош и Алфонсо Ортис, изд. Изток-Запад, 2005 г.
- „Гласът на орела“, алманах бр. 2, изд. Друм, 2006 г.
- „Силата да лекуваш. Тайните знания на индианските лечителки“, Марк Сейнт Пиер, Тилда Дългият Войник, изд. Изток-Запад, 2006 г.
- „Черният Елен – уроците на един шаман от племето лакота“, Уолъс Черния Елен и Уилям Лайън, съвместно с изд. Изток-Запад, 2011 г.
- „Вождът Многото Подвизи. Биографията на един индианец от племето кроу“, Франк Б. Линдърман, съвместно с изд. Изток-Запад, 2013 г.

Членовете на БИООК многократно са участвали в научни конференции, Дните на древните изкуства, занаяти и умения и други обществени мероприятия.